# Komagvær
Komagvær (kvänska: Kumaveri) är en ort i Vardø kommun i Finnmark fylke i norra Norge. Orten ligger vid Europaväg 75, sydväst om staden Vardø.